# Michael Cappelletti Sr.
Michael (Mike) Cappelletti Sr (ur.  1942, zm. 14 listopada 2013) – amerykański brydżysta.

## Wyniki brydżowe

### Zawody światowe
W światowych zawodach zdobył następujące lokaty:
| Mistrzostwa Świata. Konkurencja teamów | Mistrzostwa Świata. Konkurencja teamów | Mistrzostwa Świata. Konkurencja teamów | Mistrzostwa Świata. Konkurencja teamów | Mistrzostwa Świata. Konkurencja teamów | Mistrzostwa Świata. Konkurencja teamów |
| Rok                                    | Miejsce                                | Zawody                                 | Kategoria                              | Drużyna                                | Pozycja                                |
| -------------------------------------- | -------------------------------------- | -------------------------------------- | -------------------------------------- | -------------------------------------- | -------------------------------------- |
| 2010                                   | Filadelfia                             | 13. Seria Mistrzostw Świata            | Miksty                                 | Grenn                                  | 22                                     |
| 1994                                   | Albuquerque                            | 9. Mistrzostwa Świata                  | Open                                   | Wilson                                 | 33                                     |
| 1974                                   | Las Palmas                             | 3. Mistrzostwa Świata                  | Miksty                                 | Cappelletti                            | 3                                      |

| Mistrzostwa Świata. Konkurencja par | Mistrzostwa Świata. Konkurencja par | Mistrzostwa Świata. Konkurencja par | Mistrzostwa Świata. Konkurencja par | Mistrzostwa Świata. Konkurencja par | Mistrzostwa Świata. Konkurencja par |
| Rok                                 | Miejsce                             | Zawody                              | Kategoria                           | Partner                             | Pozycja                             |
| ----------------------------------- | ----------------------------------- | ----------------------------------- | ----------------------------------- | ----------------------------------- | ----------------------------------- |
| 2010                                | Filadelfia                          | 13. Mistrzostwa Świata              | Miksty                              | Helen Colter                        | 234                                 |

## Klasyfikacja
- Michael Cappelletti Sr – klasyfikacja WBF (ang.)